# L.A.B.
L.A.B. è un gruppo musicale neozelandese formatosi nel 2016. È costituito dai musicisti Brad Kora, Stuart Kora, Joel Shadbolt, Stan Walker, Ara Adams-Tamatea e Miharo Gregory.

## Storia del gruppo
I L.A.B. si sono fatti conoscere col primo album in studio eponimo, certificato triplo platino dalla Recorded Music NZ e arrivato in top ten nelle Official Aotearoa Music Charts; il disco contiene Controller, certificato nonuplo platino dalla RMNZ.
Hanno ricevuto una nomination per il New Zealand Music Award al gruppo dell'anno col secondo LP L.A.B. II, certificato platino. L.A.B. III (2019), certificato quadruplo platino, ha valso al gruppo due NZ Music Awards.
L.A.B. IV (2020) e L.A.B. V (2021) sono rispettivamente triplo platino (45 000 unità equivalenti) e platino (15 000). L.A.B. VI (2024), invece, è stato il sesto disco in studio del gruppo a superare le 7 500 unità e il terzo a raggiungere il vertice delle classifiche neozelandesi. 

## Formazione
- Brad Kora – voce, batteria
- Stuart Kora – voce, tastiere, chitarra
- Joel Shadbolt – voce, chitarra
- Stan Walker
- Ara Adams-Tamatea – basso
- Miharo Gregory – tastiere

## Discografia

### Album in studio
- 2017 – L.A.B.
- 2018 – L.A.B. II
- 2019 – L.A.B. III
- 2020 – L.A.B. IV
- 2021 – L.A.B. V
- 2024 – L.A.B. VI

### Album di remix
- 2022 – L.A.B in Dub (con Paolo Baldini DubFiles)

### EP
- 2022 – Live at Massey Studios

### Raccolte
- 2023 – Introducing L.A.B.

### Singoli
- 2019 – In the Air
- 2020 – My Brother
- 2020 – Why Oh Why
- 2021 – Mr Reggae
- 2021 – Real Ones (con Kings)
- 2022 – Take It Away
- 2023 – Casanova
- 2023 – Oh No (Pt. 2)
- 2024 – Ocean Demon
- 2024 – Follow